# Тест на Дюс
Тестът на Дюс е проективен тест за малки деца. Съдържа десет непълни истории, на които децата трябва да измислят края. Тестът е развит в Швейцария от Л. Верлаг Ханс Хубер Дюс.
|  | Тази страница частично или изцяло представлява превод на страницата The Duess Test в Уикипедия на английски. Оригиналният текст, както и този превод, са защитени от Лиценза „Криейтив Комънс – Признание – Споделяне на споделеното“, а за съдържание, създадено преди юни 2009 година – от Лиценза за свободна документация на ГНУ. Прегледайте историята на редакциите на оригиналната страница, както и на преводната страница, за да видите списъка на съавторите. ВАЖНО: Този шаблон се отнася единствено до авторските права върху съдържанието на статията. Добавянето му не отменя изискването да се посочват конкретни източници на твърденията, които да бъдат благонадеждни. |